# Sergei Janin
Sergei Janin (russisch Сергей Янин; * 14. Oktober 1953) ist ein ehemaliger sowjetischer Skispringer.

## Werdegang
Janin gab sein internationales Debüt bei der Vierschanzentournee 1971/72. Nachdem er beim Auftaktspringen auf der Bergiselschanze in Innsbruck mit Rang 65 nur ein schwaches Ergebnis erreicht hatte, konnte er sich auch beim Neujahrsspringen in Garmisch-Partenkirchen als 64. nicht durchsetzen. Erst in Oberstdorf auf der Schattenbergschanze konnte er sich mit Platz 37 deutlich verbessern. Beim Abschlussspringen in Bischofshofen gelang Janin mit Rang 25 auf der Paul-Außerleitner-Schanze das beste Tournee-Einzelresultat. In der Gesamtwertung lag er mit 793 Punkten punktgleich mit Max Golser auf Rang 41.
Wenig später startete Janin für die Sowjetunion bei den Olympischen Winterspielen 1972 in Sapporo. Von der Großschanze erreichte er nach Sprüngen auf 89 und 87 Metern den 21. Platz.

## Erfolge

### Vierschanzentournee-Platzierungen
| Saison  | Platz | Punkte |
| ------- | ----- | ------ |
| 1971/72 | 41.   | 793,0  |